# Andrei Okounkov
Andrei Okounkov (Moscou, 26 de julho de 1969) é um matemático russo.
Doutor em matemática pela Universidade Estatal de Moscou, 1995. É professor de matemática na Universidade de Princeton e tem sido pesquisador na Academia Russa de Ciências, no Instituto de Estudos Avançados de Princeton, na Universidade de Chicago e na Universidade de Califórnia em Berkeley.
Recebeu a medalha fields por suas contribuições em teoria de probabilidades, teoria da representação e em geometria algébrica.